# Landgericht Kufstein

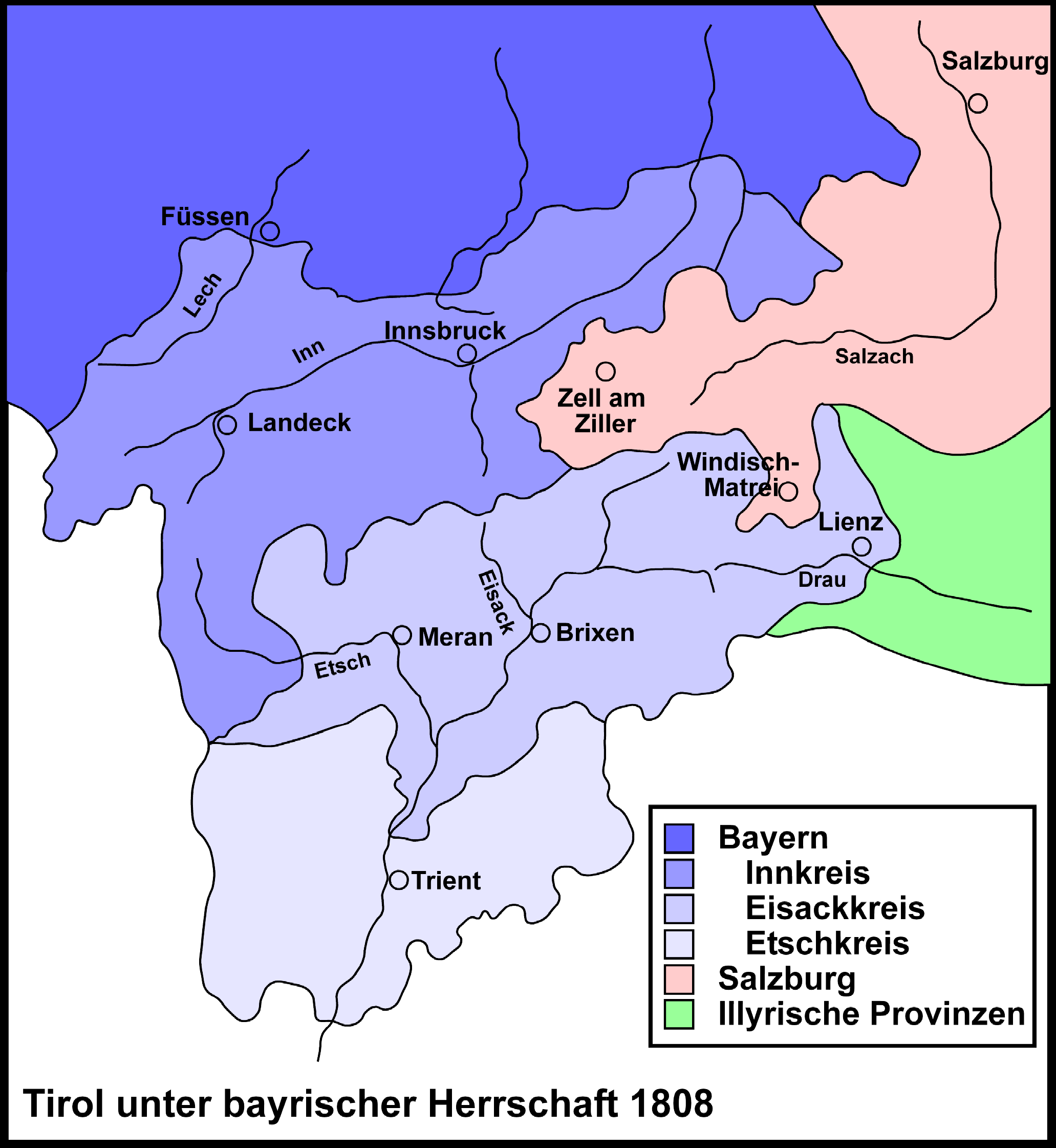
Das Landgericht Kufstein im Innkreis 1808

Das Landgericht Kufstein war ein von 1805 bis 1814 bestehendes bayerisches Landgericht älterer Ordnung mit Sitz in Kufstein in Tirol. Die Landgerichte waren im Königreich Bayern Gerichts- und Verwaltungsbehörden. Land- oder Pfleggerichte bestanden in Kufstein vom 13. Jahrhundert bis zur Bildung des Bezirksgerichts Kufstein 1849.

## Geschichte
Kufstein war bereits im 13. Jahrhundert Sitz eines Pfleggerichts. Kufstein war lange Zeit Teil des bayerischen Herzogtums und kam erstmals 1342 als Brautgeschenk an Tirol, als Gräfin Margarete von Tirol den bayerischen Herzogsohn Ludwig den Brandenburger ehelichte, musste aber bereits 1369 im Frieden von Schärding an Bayern zurückgegeben werden. Das Landrecht von 1346 für Oberbayern galt für die Gerichte Kitzbühel, Kufstein und Rattenberg auch nach dem Übergang dieser Gerichte an das habsburgische Tirol infolge des Bayerischen Erbfolgekriegs 1503. Das von Napoleon und seinen Verbündeten schwer geschlagene Österreich musste 1805 im Frieden von Pressburg seine Gefürstete Grafschaft Tirol an das mit Napoleon verbündete Bayern abtreten. In der Folge wurde im Verlauf der Verwaltungsneugliederung Bayerns das Landgericht Kufstein errichtet. Dieses wurde nach der Gründung des Königreichs Bayern dem Innkreis zugeschlagen, dessen Hauptstadt Innsbruck war. 1814 wurde der Innkreis an Österreich abgegeben, ein Landgericht in Kufstein bestand noch bis 1849 mit der Bildung des Bezirksgerichts Kufstein.

## Beamte des Landgerichts
Die Namen der Beamten des Landgerichts Kufstein im Jahr 1809 lassen sich aus dem Königlich-Baierischen Regierungsblatt entnehmen.
- Erster Assessor: Anton von Cammern
- Zweiter Assessor: Michael Eder